# Mcenskij rajon
Il Mcenskij rajon (in russo Мценский район?) è un rajon dell'Oblast' di Orël, nella Russia europea; il capoluogo è Mcensk.